# Vicaría de la Solidaridad
La Vicaría de la Solidaridad fue un organismo de la Iglesia católica en Chile, creada por el cardenal Raúl Silva Henríquez el primero de enero de 1976, mediante decreto arzobispal n.º 5-76, en reemplazo del Comité Pro Paz. Su función era prestar asistencia a las familias y víctimas de la dictadura militar chilena.

## Historia
En posterioridad al golpe de Estado del 11 de septiembre de 1973, y debido a una percibida situación de emergencia por parte de un conjunto de diversas iglesias cristianas y representantes de la comunidad judía chilena que eran lideradas por el cardenal católico Raúl Silva Henríquez, el 6 de octubre de 1973 se le encarga al sacerdote Fernando Salas la formación de un grupo u organismo que proteja a los chilenos en vista de dos problemáticas fervientes: masivos despidos motivados por razones políticas y, a la defensa en los consejos de guerra, es así como se forma el Comité de Cooperación para la Paz en Chile. Este núcleo se dedicó en gran medida a prestar asistencia social y legal, principalmente, a las familias de quienes eran detenidos y sujetos a violaciones de los derechos humanos por parte de agentes de los departamentos de inteligencia de la dictadura de Augusto Pinochet.

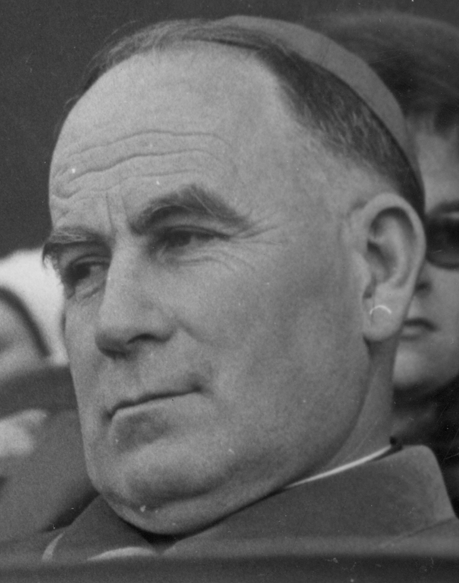
El Cardenal Raúl Silva Henríquez.

Luego de dos años de trabajo, Augusto Pinochet cita al Cardenal a su despacho, exigiendo la disolución del Comité Pro Paz por su cualidad subversiva, a lo que el cardenal no accede y pide que sea notificado por escrito, finalmente, el comité y fue disuelto el 31 de diciembre de 1975. En respuesta a estas presiones, el arzobispo de Santiago de Chile, Raúl Silva Henríquez, solicitó al papa Pablo VI la creación de la Vicaría de la Solidaridad, que entró en funciones el 1 de enero de 1976. Su primer vicario, el sacerdote Cristián Precht Bañados, nombró secretario ejecutivo al abogado Javier Luis Egaña.
La Vicaría continuó el trabajo de amparo que había comenzado el Comité Pro Paz. Ahora se trataba de una institución que era parte de la Iglesia católica, por lo tanto, esto dificultaba su disolución, ya que intentar disolverla significaría enfrentarse a la iglesia en su totalidad. Su labor se dividió en diferentes departamentos, entre ellos se encuentran los departamentos de: Apoyo, Campesino, Educación Solidaria, Finanzas, Revista "Solidaridad", Jurídico, de Zonas, y la secretaría ejecutiva Su enorme trabajo la erigió como un símbolo de la lucha por los derechos humanos. En 1978 organizó un simposio internacional de defensa de los derechos humanos, que tuvo gran repercusión y afianzó el trabajo de denuncia de los atropellos del régimen.
La Vicaría recibió muchos premios y reconocimientos internacionales, uno de los más importantes fue el que le entregó Naciones Unidas por su labor en la promoción de los derechos humanos en diciembre de 1978.
Sus años de esfuerzo están plasmados en un completo archivo que reúne el trabajo de asistencia hacia quienes eran atendidos por los doctores, abogados y asistentes sociales de la Vicaría. Este archivo constituye una ilustración aplastante de la historia de las violaciones a los derechos humanos desde 1973 a 1990 en Chile, constando de más de 85 000 documentos únicos,[cita requerida] entre los que se incluyen copias de expedientes judiciales, recursos de amparo, denuncias internacionales, relatos de torturas, desapariciones forzadas y otras violencias.
La Vicaría dejó de funcionar el 31 de diciembre de 1992 y su último vicario fue monseñor Sergio Valech. Sus funciones fueron asumidas por la Vicaría de Pastoral Social.
El 18 de agosto de 1992 se creó la Fundación de Documentación y Archivo de la Vicaría de la Solidaridad, que tiene como objetivo resguardar la documentación e información del trabajo realizado por la Vicaría de la Solidaridad y su antecesor, el Comité de Cooperación para la Paz en Chile. La documentación que atesora ha sido declarada parte de la Memoria de la Humanidad por la Unesco.
En 2011, Televisión Nacional de Chile adaptó la historia de esta entidad en la serie Los archivos del Cardenal. A fines de ese año, la editorial Catalonia publicó Los archivos del Cardenal: casos reales, un libro editado por Andrea Insunza y Javier Ortega que reúne investigaciones periodísticas sobre las historias que inspiraron la serie.

## Funcionamiento
Su trabajo se dividió en los siguientes departamentos, cada uno con sus respectivas unidades.
- Departamento de Apoyo
- Departamento Laboral
- Departamento Campesino
- Departamento de Zonas
- Departamento Educación Solidaria
- Departamento Revista "Solidaridad"
- Departamento Jurídico
- Secretaría Ejecutiva

En sus momentos de mayor actividad llegó a tener a más de 300 trabajadores (juristas, abogados, médicos, psicólogos, sociólogos, religiosos, seglares y miembros de asociaciones sociales de todas las confesiones).

### Departamento de Apoyo
Dividido en las unidades de Administración, documentación y publicación, estaba encargado de brindar su servicio al eficaz rendimiento de los diversos programas de la vicaría, entre algunas de sus acciones destacadas se pueden señalar: prestación de servicios, establecimiento de servicios de información sobre protestas, edición y distribución de cartillas con información sobre derechos fundamentales de las personas, organización de actos de despedida y bienvenida, etc.

### Departamento Campesino
Estaba al servicio de creación de condiciones para una autonomía cada vez mayor de las organizaciones sindicales con las que trabajaba, se dividía en una Unidad Jurídica, una unidad de Asistencia Técnica Promocional y una unidad de capacitación. Sus principales acciones eran la asesoría jurídica y asistancial a campesinos que lo necesitaran por problemáticas nacidas en Dictadura.

### Departamento de Educación Solidaria
Comprendía la búsqueda de acciones educativas que ayudaran a la comunicación eficaz, la toma de conciencia sobre deberes y derechos, organización civil, laboral y política, y comprender la situación de vida. Entre sus principales acciones se destacan la capacitación interna (crecimiento personal individual), asesoría externa (préstamo de material audiovisual sobre derechos humanos) y el apoyo "programas vicaría", que consistía en asesoría en materia pedagógica a los diversos departamentos que lo solicitacen.

### Departamento revista Solidaridad
La revista solidaridad se definía como un medio de comunicación social alternativo, masivo y popular, creado por la vicaría de la solidaridad. Realizaba su acción divulgativa con el fin de:
- Despertar en los hombres y en los pueblos una viva concienca de justicia
- Defender, según el mandato evangélico, los derechos de los pobres y oprimidos
- Denunciar enérgicamente situaciones de abuso
- Contribuir a la construcción de una sociedad fraterna
- Apoyar la recuperación y promoción de los contenidos propios de "nuestra" cultura

### Departamento Jurídico
Corresponde al departamento jurídico la ejecución de las actividades y programas por medio de los cuales se da cumplimiento en el ámbito jurídico y, en especial, en el judicial, a la defensa y promoción de los Derechos Humanos encomendada por la Iglesia de Santiago a la Vicaría de la Solidaridad.

### Departamento de Zonas
El departamento de Zonas tenía por misión, realizar trabajos de terreno para conocer la realidad de las diferentes zonas del país y plasmar en informes periódicos, la situación a nivel local y país tanto de viviendas, como de materias contingentes al lugar de estudio.

## Caso José Manuel Parada Maluenda (Caso Degollados)
José Manuel Parada Maluenda, trabajador activo de la Vicaría de la Solidaridad desde 1976 como secretario de archivo, sería secuestrado el 29 de marzo de 1985, alrededor de las 8:30 horas de la mañana mientras entablaba una conversación con Manuel Guerrero Ceballos al momento de ir a dejar a su hija al colegio, posteriormente, se sabría de su asesinato en el "Caso Degollados".
La Vicaría de la Solidaridad no se quedaría impasible frente a estos hechos y declararía en diferentes ocasiones su repudio a las acciones represivas del gobierno y la importancia de su trabajador para esta iniciativa.

## Vicarios
| Vicario                            | Nombramiento            | Cese de nombramiento    |
| ---------------------------------- | ----------------------- | ----------------------- |
| Cristián Precht Bañados (1940-)    | 1 de enero de 1976      | 31 de marzo de 1979     |
| Juan de Castro Reyes (1933-2007)   | 1 de abril de 1979      | 4 de diciembre de 1983  |
| Ignacio Gutiérrez (1942-2017)      | 5 de diciembre de 1983  | 22 de noviembre de 1984 |
| Santiago Tapia (¿?-1987)           | 23 de noviembre de 1984 | 4 de junio de 1987      |
| Sergio Valech Aldunate (1927-2010) | 23 de junio de 1987     | 27 de noviembre de 1992 |